# Markgräflerland
Das Markgräflerland ist eine Region in Baden-Württemberg im äußersten Südwesten Deutschlands; sie grenzt im Westen an Frankreich und im Süden an die Schweiz.
Unter verschiedenen Aspekten werden jeweils verschiedene Regionen mit „Markgräflerland“ bezeichnet:
- Das historische Territorium, das 400 Jahre später „Markgräflerland“ genannt wurde,[2] zieht sich südöstlich weit ins Wiesental hinauf und hatte Exklaven nördlich Bad Krozingen. Es entstand am 8. September 1444 durch den Zusammenschluss der Herrschaften Rötteln und Badenweiler sowie der Landgrafschaft Sausenburg[3] und war im Besitz der Markgrafen von Hachberg-Sausenberg, einer Nebenlinie des Hauses Baden und nach deren Erlöschen der Markgrafen von Baden, später der Markgrafen von Baden-Durlach. Hier griff 1556 die Reformation, wodurch es zu einer protestantischen Insel im sonst römisch-katholischen Vorderösterreich wurde
- Die Naturräume Markgräfler Rheinebene von Weil bis Neuenburg bzw. Markgräfler Rheinebene von Neuenburg bis Breisach sowie Markgräfler Hügelland (-> FFH-Gebiet Markgräfler Hügelland mit Schwarzwaldhängen)
- Der Weinbaubereich mit der Herkunftsbezeichnung „Markgräflerland“ vom Hochrhein im Süden bis südlich Freiburg im Breisgau

## Geographie
Im heutigen Sprachgebrauch wird mit dem Begriff Markgräflerland vor allem das Oberrheingebiet mit den Weinbergen südlich Freiburg im Breisgau bis Basel bezeichnet. Historisch betrachtet verläuft die Nordgrenze der Region etwa 20 km südlich von Freiburg ungefähr in einer Linie von Heitersheim bis Sulzburg entlang des Sulzbachs. Weitere Abgrenzungen bilden die im Rhein verlaufenden Staatsgrenzen: im Süden bei Kleinbasel zur Schweiz, im Westen zum Elsass (Frankreich); außerdem im Osten der Schwarzwald.

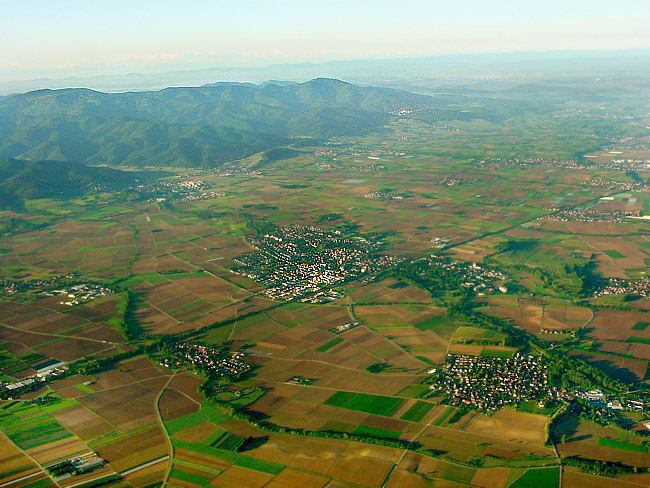
Luftbild von Markgräflerland und Schwarzwald rund um Bad Krozingen

Zur Region gehören somit vor allem die südwestlichen Ausläufer des Schwarzwalds mit seiner Vorbergzone hinein in die Rheinebene, z. B. das Kandertal und das untere und mittlere Wiesental: wo sich dieses zum Oberrheintal öffnet, liegt Lörrach, die größte Stadt des Markgräflerlands, welche auch als „Hauptstadt“ der Region bezeichnet wird. Markante Erhebungen sind der Hochblauen (1165 m), die Hohe Möhr (988 m) und der Tüllinger Berg (460 m).
14 Kilometer Wiesental-aufwärts liegt Schopfheim, die älteste Stadt des Markgräflerlands: Es liegt somit größtenteils im Landkreis Lörrach, der nördliche Teil ab Auggen liegt im Landkreis Breisgau-Hochschwarzwald. Größere Flüsse bzw. Bäche sind die Wiese, die Kander und der Klemmbach (Müllheim/Oberweiler).
Bis 1803 glich das Markgräflerland politisch einem Flickenteppich. Orte wie Schliengen gehörten bis dahin zum Hochstift Basel, das Fürstentum Heitersheim mit seinen Orten war selbstständig. Hauptsächlich aber war das Markgräflerland von Vorderösterreich und Frankreich umgeben. Lange Zeit wurde die Geschichte der Region durch verschiedene Adelsgeschlechter geprägt: die Zähringer, die Staufer, die Röttler, die Sausenberger, die Hachberger. 
In Müllheim residierten die Vögte der Markgrafen von Baden; die Stadt Neuenburg am Rhein ist eine Gründung der Zähringer und alte Zoll- und Verkehrsstation an einer früheren Furt über den Rhein.

## Geologie

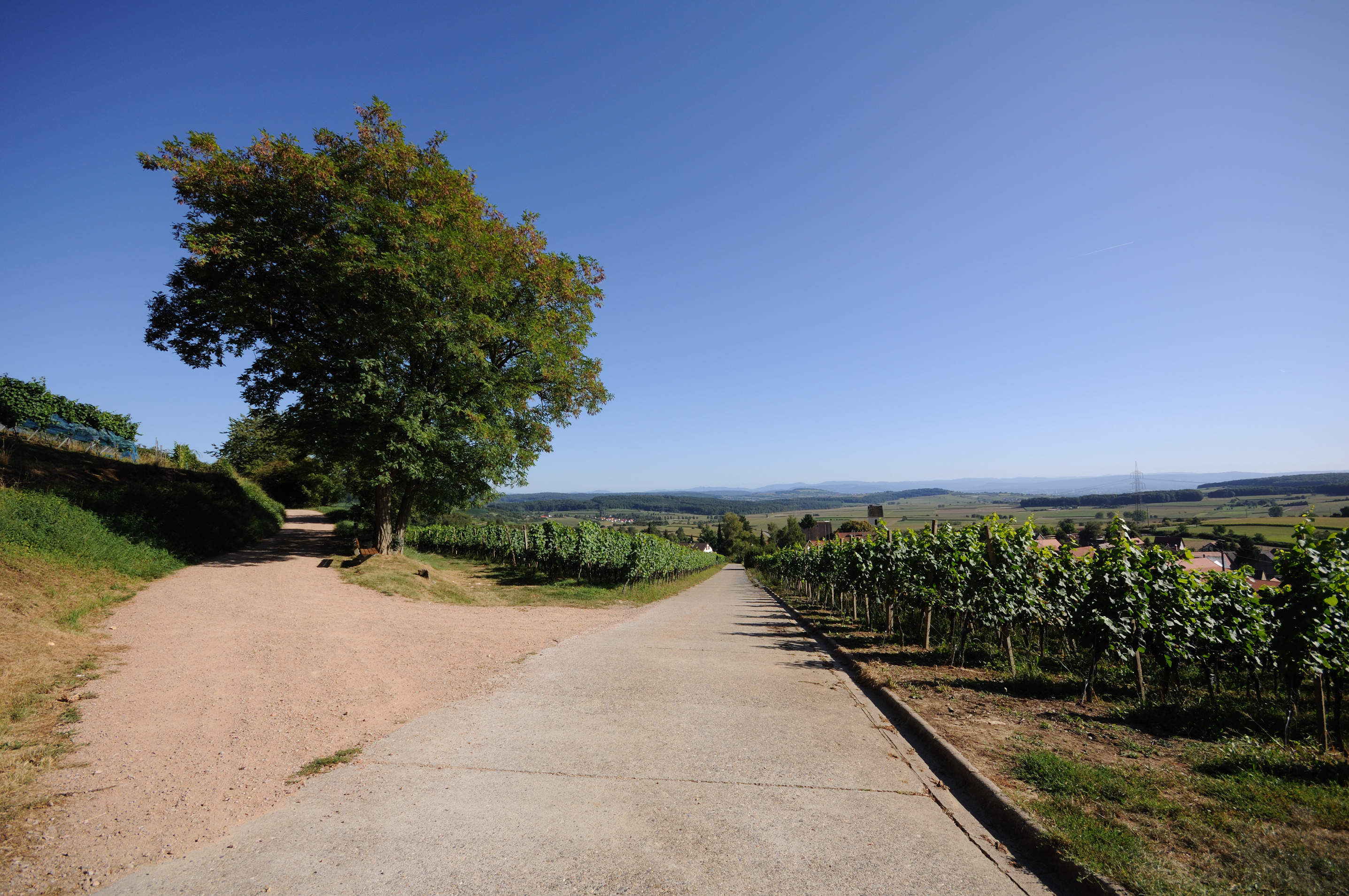
Leichte Hügellandschaften sind charakteristisch für das Markgräflerland: Hier bei Tannenkirch

Der Osten des Markgräflerlands liegt zum Teil im Schwarzwald, der aus einem alten Gebirge mit einem Gneissockel und Granitanteilen besteht und nach Westen in das Hügelgelände des die hiesige Vorbergzone einnehmenden Markgräfler Hügellandes mit fruchtbarem, lösshaltigem Boden übergeht. Ein Beispiel für die Vorbergzone ist die Kulturlandschaft des Eggenertals östlich von Schliengen. In diesem Tal wird überwiegend Obstanbau betrieben. Es liegt eingebettet zwischen dem Rheintal im Osten, sanfteren Hügeln im Süden und Norden sowie dem gebirgigen Hochschwarzwald im Osten.
Weiter schließt sich die Markgräfler Rheinebene mit der Niederterrasse und der Rheinniederung an mit ebenfalls lösshaltigen Böden, die zum Rhein hin in sand- und kieshaltige Böden übergehen. Geologisch ist diese Formation das Überbleibsel eines Grabenbruchs und eines Schwemmlössgebiets eines Flusstals. Durch die geologische Aktivität bei der Entstehung des Grabenbruchs im Oberrheintal und die damit verbundene, im Boden noch vorhandene geothermische Aktivität sind im Markgräflerland Thermalquellen entstanden, was die Römer schon zu schätzen wussten, die z. B. in Badenweiler eine Therme bauten. In einigen Tälern des Schwarzwaldes sind Spuren von Silber- und Bleierzen zu finden. Es gibt Fundstellen und Zeugnisse über deren Abbau durch die Römer und die nachfolgenden Herrschaften in diesem Gebiet, u. a. in Badenweiler und Sulzburg.

## Wappen

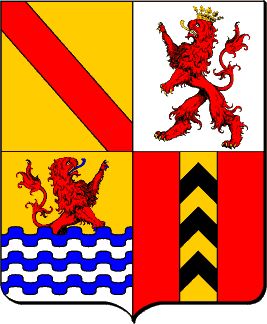
Das Wappen des Markgräflerlandes 1444

Das Wappen enthält die Wappen der zusammengeschlossenen Herrschaften. Heraldisch rechts oben: Markgrafschaft Baden, heraldisch links oben: Herrschaft Sausenberg, heraldisch rechts unten: Herrschaft Rötteln, heraldisch links unten: Herrschaft Badenweiler. Dieses Wappen wurde so und in diversen ähnlichen Formen verwendet, bis das Markgräflerland 1806 ein Teil des Großherzogtums Baden wurde.

## Geschichte

### Kelten und Römer
Dieses Gebiet wurde durch verschiedene Stämme der Kelten besiedelt. Im Jahre 70 eroberten die Römer dieses Gebiet. Es wurde unter Kaiser Titus Flavius Vespasianus kultiviert. Die zuvor hier lebenden Kelten wurden assimiliert. Die Römer errichteten auf den Hügeln Siedlungen und Gehöfte. Diese wurden Villa Urbana genannt. Die Reste einer Villa Urbana sind in Heitersheim östlich des Malteserschlosses zu sehen. Das Gebiet wurde von Soldaten, Offizieren, Beamten, Händlern, Gutsherren und Veteranen besiedelt. Die Veteranen erhielten für ihre Dienste vom Senat oder Kaiser Grundstücke in den eroberten Gebieten, damit man das Gebiet und die Urbevölkerung so schneller romanisieren konnte.
Für die Besiedelung des Gebiets wählte man die Hügel aus. Diese boten aufgrund der strategisch günstigen und erhabenen Lage einen Überblick über das Oberrheintal. Ein weiterer Aspekt war das Klima und die Gesundheit. Das Oberrheintal war damals ein ausgedehnter Auwald, mit unzähligen Seen und Tümpeln mit abgestandenem Wasser. Diese wurden nur beim Hochwasser des Fluvius Rhenus (Rhein) mit neuem Wasser gespeist. Das Klima war im Sommer in der Rheinebene schwülwarm. Die Römer umgaben sich in ihren besetzten Gebieten gerne mit ihrer von zu Hause aus gewohnten Kultur. Sie gestalteten ihre Siedlungen wie eine kleine römische Provinzstadt. Da sie unter anderem auch den Wein liebten, brachten sie Reben mit, um sie hier anzubauen. Reste von römischen Bauten sind noch heute in diesem Gebiet zu besichtigen, z. B. die Villa Urbana in Heitersheim oder die römischen Badruinen in Badenweiler.

### Alamannen und Franken

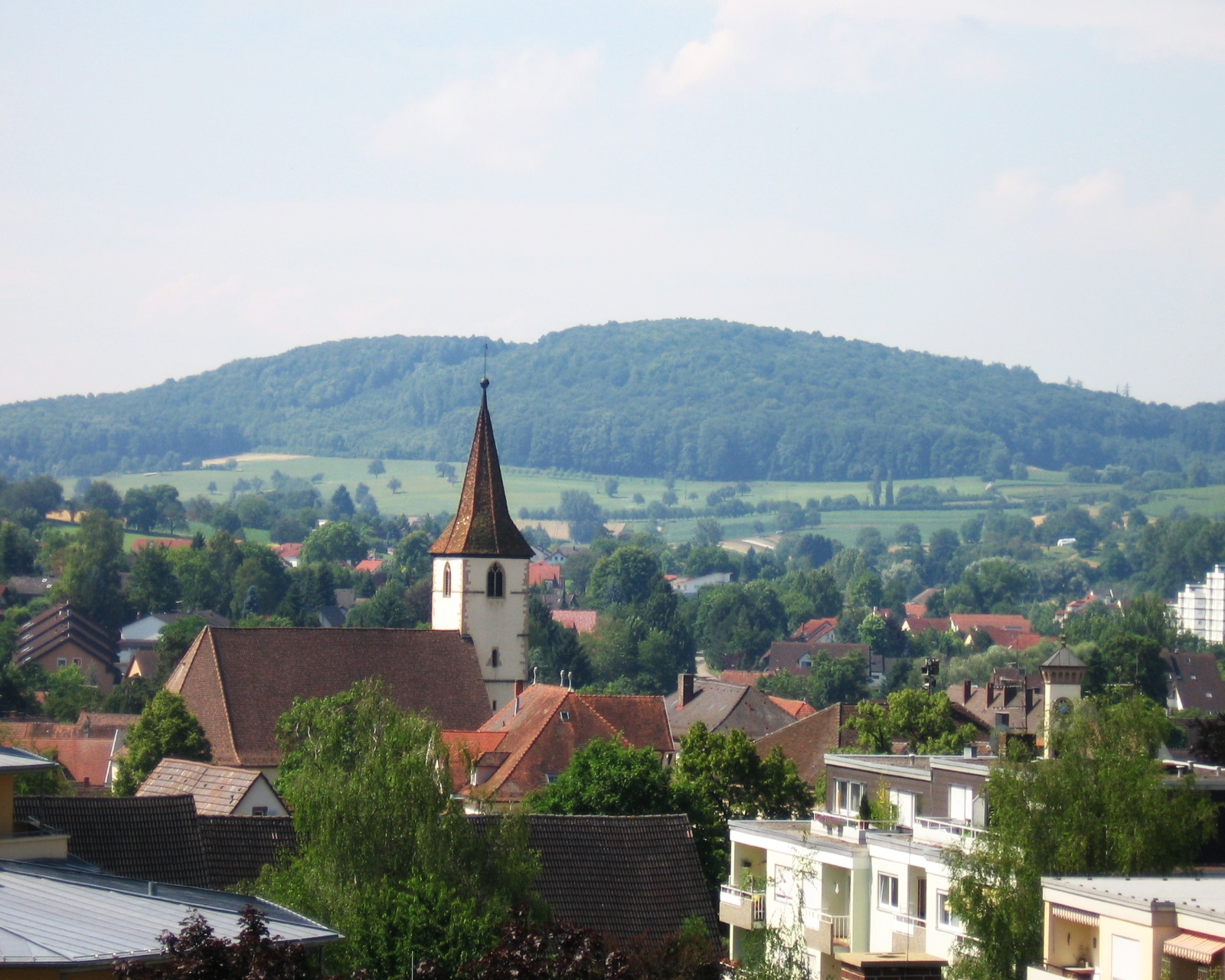
Müllheim mit Martinskirche

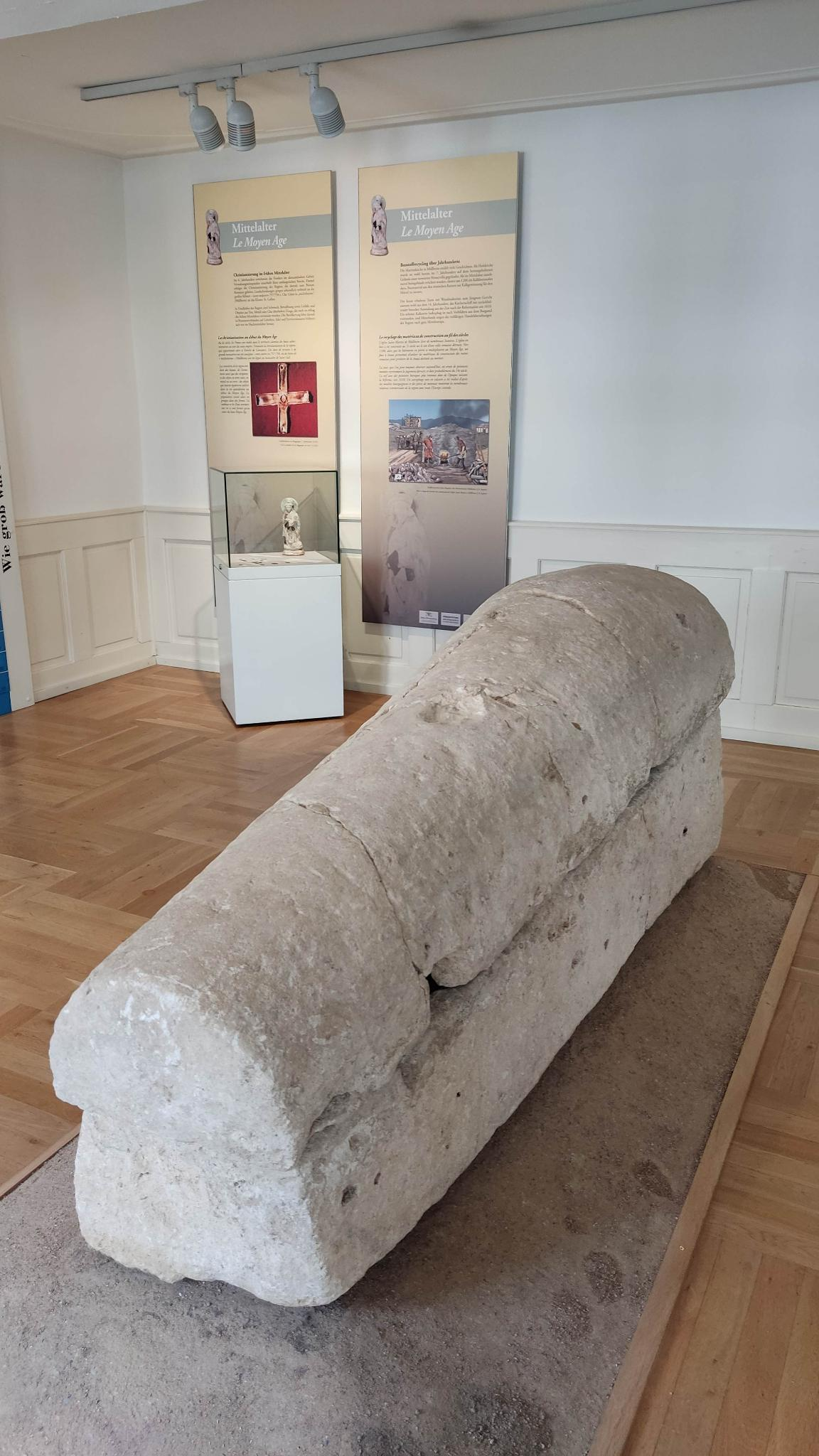
Merowingischer Muschelkalk-Sarkophag (12. Jhdt. n. Chr.) vermutlich des Stifter-Paares der Martinskirche (Müllheim), heute im Erdgeschoss des Markgräfler Museums Müllheim in der Dauerausstellung Regionale Archäologie und Geologie

Das hiesige Gebiet war ein Teil des rechtsrheinischen römischen Agri decumates („Zehntland“); es war durch den Rhein, die Donau und den um 100 n. Chr. von den Römern errichteten, nordöstlich gelegenen Limes gesichert.
Die Alamannen, ein Stamm der Germanen, eroberten um 230 das südliche rechtsrheinische Gebiet. Die Römer gaben Agri decumates auf und zogen sich 260 n. Chr. hinter den Rhein zurück. Dort errichteten sie den Donau-Iller-Rhein-Limes. Die verlassenen römischen Bauten wurden zerstört oder gerieten in Vergessenheit. Die Alamannen hielten zunächst nichts von der römischen Kultur; die römischen Gebäude wurden abgerissen und meist als Steinbruch verwendet. Später bauten die Alamannen sogenannte Höhenburgen auf, um das Gebiet zu überwachen. und sie errichteten Gutshöfe und eine Verwaltung nach römischem Vorbild. Oft unternahmen sie Raubzüge vom ehemaligen Zehntland aus ins benachbarte römische Gallien, wurden dabei aber von römischen Heeren abgewehrt.
Erst 455 n. Chr. gelang es den Alamannen, von hier aus über den Rhein zu expandieren: Sie eroberten Teile der römischen Provinz Gallien. Es folgten Konflikte mit den Franken, welche nach Süden expandierten: Von 496 bis 507 führten die Franken mit den Alamannen einen Krieg, in dem sie unter ihrem König Chlodwig I. in der Schlacht von Zülpich den entscheidenden Sieg erringen konnten: Das alamannische Gebiet fiel an das merowingische Frankenreich. Das Gebiet des späteren Markgräflerlands und des Breisgaus wurde Besitz fränkischer Adliger; um 775 n. Chr. beschenkten diese u. a. zugunsten ihres „Seelenheils“ verschiedene Klöster mit Grundbesitz aus diesem Gebiet.
Zwischen 900 und 955 n. Chr. fielen die Ungarn in das Gebiet ein, es kam zu Verwüstung und Plünderungen. Danach wurde es von Gaugrafen verwaltet, welche der Kaiser einsetzte. 962 konfiszierte Kaiser Otto I. Gebiete vom abtrünnigen Gaugrafen Guntram aus dem Breisgau und übertrug sie dem Bischof Konrad I. aus Konstanz, einem Welfen. Dieser setzte für seine Güter einen Lehens-Meier ein, während er als Vogt das Gebiet für seinen Bischof verwaltete. Nach dem Tod Bischof Konrads im Jahr 975 übernahmen die Dompröpste seiner Kirche die Gebiete, damals „Dompropstei–Güter“.

### Epochen verschiedener Adelsfamilien
In den folgenden Jahrhunderten kamen mächtige Adelsfamilien aus dem Gebiet des späteren Markgräflerlands zu großen Besitztümern. Diese vergrößerten, vererbten oder verloren ihr Gebiet im Laufe der Zeit.

#### Zähringer
Im 11. Jahrhundert eroberten die aus dem nördlichen Schwaben stammenden Herzöge von Zähringen viele Gebiete. Sie kamen unter anderem auch in den Besitz des heutigen Markgräflerlandes und des Breisgaus. Der bekannteste unter ihnen war der von 1078 bis 1111 regierende Berthold II. von Zähringen. In den Jahren 1075 bis 1122 fand der Investiturstreit statt. Die Zähringer standen auf der siegreichen päpstlichen Seite. Sie konnten somit viele klösterliche und weltliche Besitze der Verlierer an sich bringen. Die hiesigen Gebiete der Zähringer wurden seit 1122 durch deren Vögte verwaltet. Diese residierten auf der Burg in Badenweiler. Die Zähringer Herrschaft von Badenweiler kam 1147 als Mitgift für die Prinzessin Clementine von Zähringen an Heinrich den Löwen, einem Welfen-Fürsten. Die Expansionsversuche der Hohenstaufer gefiel den Zähringern nicht. Sie gründeten 1175 die Stadt Neuenburg am Rhein. Damit hatten sie den Rheinübergang ins Elsass für sich gesichert und konnten so von Benutzern des Rheinübergangs Tribut verlangen. Nach dem Tod von Berthold V. erlosch 1218 die männliche Linie der Zähringer, deren Gebiete kamen an die Grafen von Freiburg.

#### Staufer
Der Staufer Kaiser Friedrich I. Barbarossa zwang den Welfen Heinrich den Löwen, diese Gebiete 1157 gegen Besitzungen im Harz zu tauschen. Damit kam die ehemalige Zähringer Herrschaft Badenweiler in den Besitz der Hohenstaufer, welche auch Besitzungen im benachbarten Elsass hatten. Es war naheliegend, Verbindungen von dort nach Badenweiler zu schaffen. Nachdem die Hohenstaufer ausgestorben waren, kam Badenweiler 1268 an die Grafen von Freiburg.

#### Herren von Rötteln

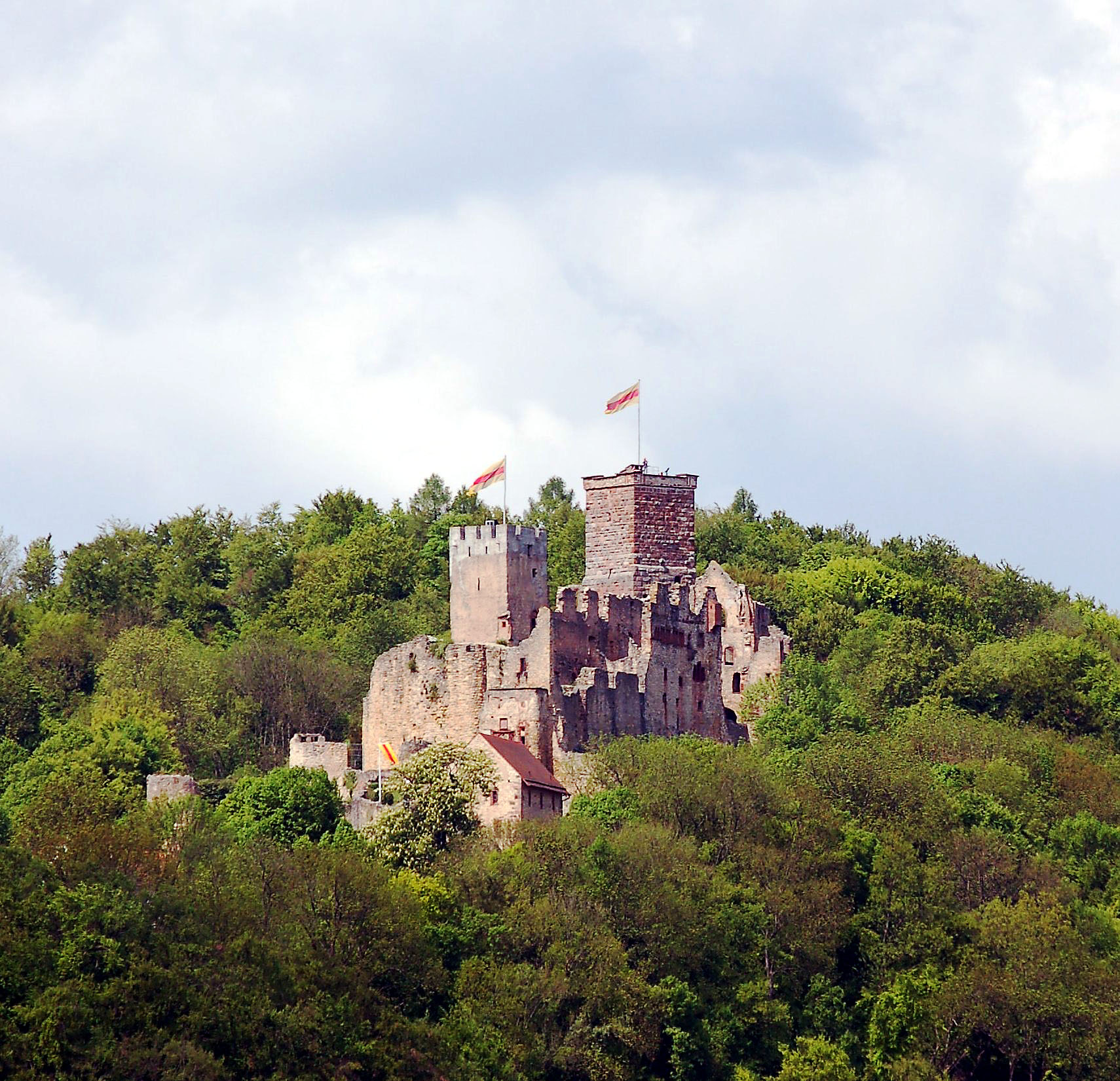
Burg Rötteln bei Lörrach

Die Herren von Rötteln und der Ort Lorracho (Lörrach) wurden 1102 erstmals in einer Urkunde des Klosters St. Alban bei Basel erwähnt. Bischof Burkhard von Basel setzte Dietrich von Rötteln als Schirmvogt über die rechtsrheinischen Besitzungen des Klosters ein. Dietrich III. von Rötteln starb 1204. Er hatte seinen Söhnen große Besitzungen im Wiesental hinterlassen. Seine Söhne hatten hohe Ämter, Walter I. war Kapitular zu Konstanz und Basel, Liuthold I. wurde Bischof von Basel, Konrad I. war Stadtgründer von Schopfheim, welches für das sich später bildende Markgräflerland von erheblicher Bedeutung war. Dietrich IV. erhielt die Burg Rotenburg im Kleinen Wiesental. Die erste urkundlich belegte Erwähnung der Burg stammt aus dem Jahr 1259. Liuthold II. von Rötteln war der letzte männliche Überlebende seines Geschlechtes. Er schenkte 1315 die Rötteler Herrschaft dem Markgrafen Heinrich von Hachberg-Sausenberg, Sohn seiner Nichte Agnes von Rötteln. Die auf der Burg Hochberg bei Emmendingen ansässigen Markgrafen von Hachberg-Sausenberg wurden die neuen Herren über die Herrschaft Rötteln. Die Markgrafen von Hachberg-Sausenberg zogen von der Sausenburg auf die Burg Rötteln um. Sie errichteten dort ihre Verwaltung und setzten auf der Burg Sausenburg Vögte ein. Am 19. Mai 1316 starb Liuthold II. von Rötteln als letzter männlicher Vertreter der Herren von Rötteln. Im Jahr 1332 zogen die Basler vor die Burg Rötteln und belagerten sie, weil Markgraf Rudolf II. von Hachberg-Sausenberg im Streit den Basler Bürgermeister erstochen hatte. Im letzten Augenblick gelang es aber, durch Vermittlung den Streit beizulegen. Pfeilspitzen, Armbrustbolzen usw., die bei der Burg Rötteln gefunden wurden, datieren von dieser Belagerung. 1356 war ein schweres Erdbeben in diesem Gebiet. Basel wurde zerstört, die Burg Rötteln erlitt schwere Schäden.

#### Herren von Sausenberg
Im Anfang des 12. Jahrhunderts schenkten die Herren von Kaltenbach (aus dem Ort Kaltenbach bei Malsburg-Marzell) Ländereien an das Kloster St. Blasien. Dieses Kloster kam so in den Besitz von Sausenberg. Es errichtete weitere Propsteien in diesem Gebiet: In Bürgeln, in Sitzenkirch und in Weitenau, einem Ortsteil von Steinen. Bürgeln ist ein noch heute erhaltenes Schloss auf der Gemarkung Schliengen bei Schallsingen. Die Markgrafen von Hachberg erwarben 1232 die Sausenburg auf dem Gebiet von Malsburg-Marzell vom Kloster St. Blasien. Im Jahr 1300 fand die Erbteilung unter den Markgrafen von Hachberg statt. Markgraf Rudolf I. bekam die südlichen Ländereien und wurde 1306 zum Begründer der Sausenberger Linie. Er nannte sich von da an Markgraf von Hachberg-Sausenberg. Die Schenkung der Herren von Rötteln an die Hachberg-Sausenberg ist die erste Etappe in der Entwicklung des Markgräflerlandes. Johann, der letzte der Grafen von Freiburg, schenkte 1444 seine Herrschaft Badenweiler seinen Neffen Rudolf IV. und Hugo von Hachberg-Sausenberg. Durch den Zusammenschluss der Herrschaft Rötteln, der Landgrafschaft Sausenburg und der Herrschaft Badenweiler entstand damit am 8. September 1444 das Markgräflerland.

#### Grafen von Freiburg
Die Grafen von Freiburg waren die Nachkommen der Grafen von Urach und 1218 in den Besitz der Gebiete der Zähringer gekommen. Nachdem Egino II., ein Sohn des Grafen Konrad I. von Freiburg, gestorben war, wurde dessen Gebiet 1272 aufgeteilt. Ein Sohn des Grafen Egino II. von Freiburg namens Heinrich erhielt die südlichen Gebiete mit der Herrschaft Badenweiler. Die Grafen aus der Linie Heinrichs starben 1303 ohne männliche Nachkommen aus. Ihr Gebiet ging an die in diese Linie eingeheirateten Grafen von Straßberg. Der Besitz kam 1385 an den Grafen Konrad III. von Freiburg zurück. Er war ein Nachkomme der direkten Linie von Egino II. Durch Schulden dieser Grafen wechselte der Besitz immer öfter, u. a. für kurze Zeit an die Habsburger, die es 1418 nach dem Konstanzer Konzil, wieder an den Grafen Konrad III. von Freiburg zurückgaben. Die Burg Badenweiler wurde 1409 im Krieg des Grafen von Freiburg mit dem Fürstbischof von Basel beschädigt und danach wieder erneuert. Wegen der Enklaven Schliengen und Istein, welche zum Bistum Basel gehörten, gerieten die beiden Herrschaften oft miteinander darüber in einen Streit. Johann, der letzte der Grafen von Freiburg, vermachte 1444 seine Herrschaft Badenweiler an die Söhne von Wilhelm, dem Markgrafen von Hachberg-Sausenberg.

#### Grafen von Strassberg und Fürsten von Fürstenberg
Die Grafen von Strassberg stammten aus der Nähe des heutigen Neuenburg (Schweiz). Sie übernahmen 1303 die Herrschaft Badenweiler von den Grafen von Freiburg. Durch diese kam der Sparren in das Wappen von Badenweiler und vieler andere Ortschaften, welche unter dessen Herrschaft waren, auch in das Wappen des Markgräflerlandes. Die Grafen von Strassberg starben 1363 aus und so kam Badenweiler an die Grafen von Fürstenberg bei Donaueschingen, diese hatten den Besitz jedoch nur für kurze Zeit.

### Markgrafschaft Baden

Karte des südlichen Teils der Markgrafschaft um 1556
R = Herrschaft Rötteln
B = Herrschaft Badenweiler

Territoriale Vergrößerung Badens in der napoleonischen Zeit

Die zweite und letzte Etappe in der Entwicklung des Markgräflerlandes wurde am 8. September 1444 abgeschlossen, als die Markgrafen von Sausenberg-Rötteln durch Schenkung auch die Herrschaft Badenweiler erwarben. Im Jahr 1503 kam das Markgräflerland durch Erbfolge an die Markgrafschaft Baden unter Christoph I.
Ab 1525 wüteten die Bauernkriege; die aufständischen Bauern verloren ihn, jedes Haus in der Markgrafschaft musste fünf Gulden an den Markgrafen zur Entschädigung entrichten.
Am 1. Juni 1556 schloss sich der Markgraf, und dadurch nach damaligem Recht („Cuius regio, eius religio“, dt. sinngemäß wes’ Untertan ich bin, des’ Glaub’ ich bin) auch seine Untertanen, der lutherischen Reformation an. Jeder Ort im Markgräflerland wurde protestantisch. Beim Zukauf der Gemarkung Gersbach vom katholischen Vorderösterreich musste die Bevölkerung daher zur evangelischen Konfession wechseln.
Von 1618 bis 1648 tobte der Dreißigjährige Krieg: Abwechselnd zogen die schwedischen, die kaiserlichen und die französischen Truppen, verschiedene Hilfsheere und marodierende Soldaten plündernd und mordend durch. Der Bevölkerungsverlust war enorm und wurde durch Zuzug von Einwanderern aus dem Gebiet der Eidgenossenschaft ausgeglichen.
Von 1672 bis 1679 dauerte der Holländische Krieg: Französische Truppen rückten ins Markgräflerland ein; sie forderten hohe Tribute an Futtermitteln und Geld. Dabei wurde am 8. Juni 1677 u. a. Seefelden ausgeplündert. Während dieses Krieges wurden 1678 die Burgen Rötteln, Sausenburg und Badenweiler durch die Armee des französischen Marschalls François de Créquy zerstört; sie wurden danach nicht mehr aufgebaut.
Von 1689 bis 1697 folgte der pfälzische Krieg. Die Ereignisse ähnelten sich, nun auch von den heranrückenden kaiserlichen Truppen begangen, welche die Franzosen zurückwarfen. Danach kamen die zuvor französisch besetzten Gebiete wieder zurück an das Reich.
Von 1701 bis 1714 dann der Spanische Erbfolgekrieg; das Markgräflerland wurde 1702 von Plünderungen und Requirierungen durch französische Truppen nicht verschont.
Im Jahr 1727 wurde der Sitz der Markgrafen von Badenweiler nach Müllheim verlegt; von 1733 bis 1738 folgten der Polnische und 1740 bis 1746 der Österreichische Erbfolgekrieg. Diese forderten während der erneuten französischen Besatzung von den Orten im Markgräflerland nochmals Tribut, wenn auch in geringerem Ausmaß.
Von 1746 an war das Markgräflerland wieder ohne Besatzung. Es wurde nun von Markgraf Karl Friedrich von Baden-Durlach regiert. Im Jahr 1783 schaffte er hier die Leibeigenschaft ab und förderte den Weinbau.
Von 1791 bis 1815 war Baden in die Koalitionskriege und napoleonischen Kriege verwickelt. Als enger Verbündeter Napoleon Bonapartes erhielt Baden 1805 nach dem Frieden von Pressburg den bisher vorderösterreichischen Breisgau. Danach bestand erstmals eine direkte Landverbindung zu den anderen nordbadischen Landesteilen, und das isolierte Inseldasein des Markgräfler Landes hatte ein Ende.

## Persönlichkeiten (Auswahl)
- Werner D’Inka (* 1954), Herausgeber der FAZ
- Sebastian Deisler (* 1980), Fußballspieler, geboren in Lörrach
- Uli Edel (* 1947), Filmregisseur, geboren in Neuenburg am Rhein
- Johann Peter Hebel (1760–1826), Dichter: wuchs in Hausen im Wiesental auf, ging dort und in Schopfheim zur Schule und war acht Jahre lang Lehrer in Lörrach. Er verfasste viele Gedichte in alemannischer Mundart und machte sie so über die Grenzen des Markgräflerlandes hinaus bekannt. Er gilt als der bedeutendste Mundartdichter der Region.
- Ottmar Hitzfeld (* 1949), Fußballtrainer, geboren in Lörrach
- Dieter Müller (* 1948), Koch, geboren in Auggen
- Karlheinz Hauser (* 1967), Koch, geboren in Heitersheim
- Otto Karrer (1888–1976), Römisch-katholischer Theologe, Ökumeniker, Religionsphilosoph und geistlicher Schriftsteller, geboren in Ballrechten-Dottingen
- Erwin Bowien (1899–1972), Autor und Maler. Lebte bis zu seinem Tode in Weil am Rhein[7].
- Christian Streich (* 1965), Fußballspieler und -trainer, geboren in Weil am Rhein, aufgewachsen in Eimeldingen

## Klima
Das Markgräflerland zeichnet sich durch ein günstiges, von der Burgundischen Pforte beeinflusstes Klima aus und wird häufig auch als Toskana Deutschlands bezeichnet.
Die überdurchschnittlich hohe Sonnenscheindauer von über 1700 Stunden im Jahr (Mittelwert Deutschland: 1541 Stunden) macht die Region mit einer Jahresdurchschnittstemperatur von 10,8 °C zu einer der sonnigsten und wärmsten Gegenden in ganz Deutschland. Die warmen Südwestwinde, die durch die Burgundische Pforte ins Land strömen, sind die Ursache dafür, dass der Markgräfler Frühling oft schon drei Wochen früher als im Rest Deutschlands beginnt.

Auch sorgen die Westhänge des Schwarzwaldgebirges dafür, dass Regenwolken vom Atlantik genug Feuchtigkeit für das Markenzeichen der Region – den Weinanbau – ins Land bringen. Mit 70 l/m² Regen in den Sommermonaten genug für die Reben und dennoch nicht zu viel für Urlauber, die sich am Sonnenschein erfreuen wollen. Gleichzeitig bildet der Schwarzwald eine effektive Gebirgsbarriere gegen allzu kalte Winde im Winter und begünstigt so ein ganzjährig mildes Klima.

## Wirtschaft

### Weinanbau

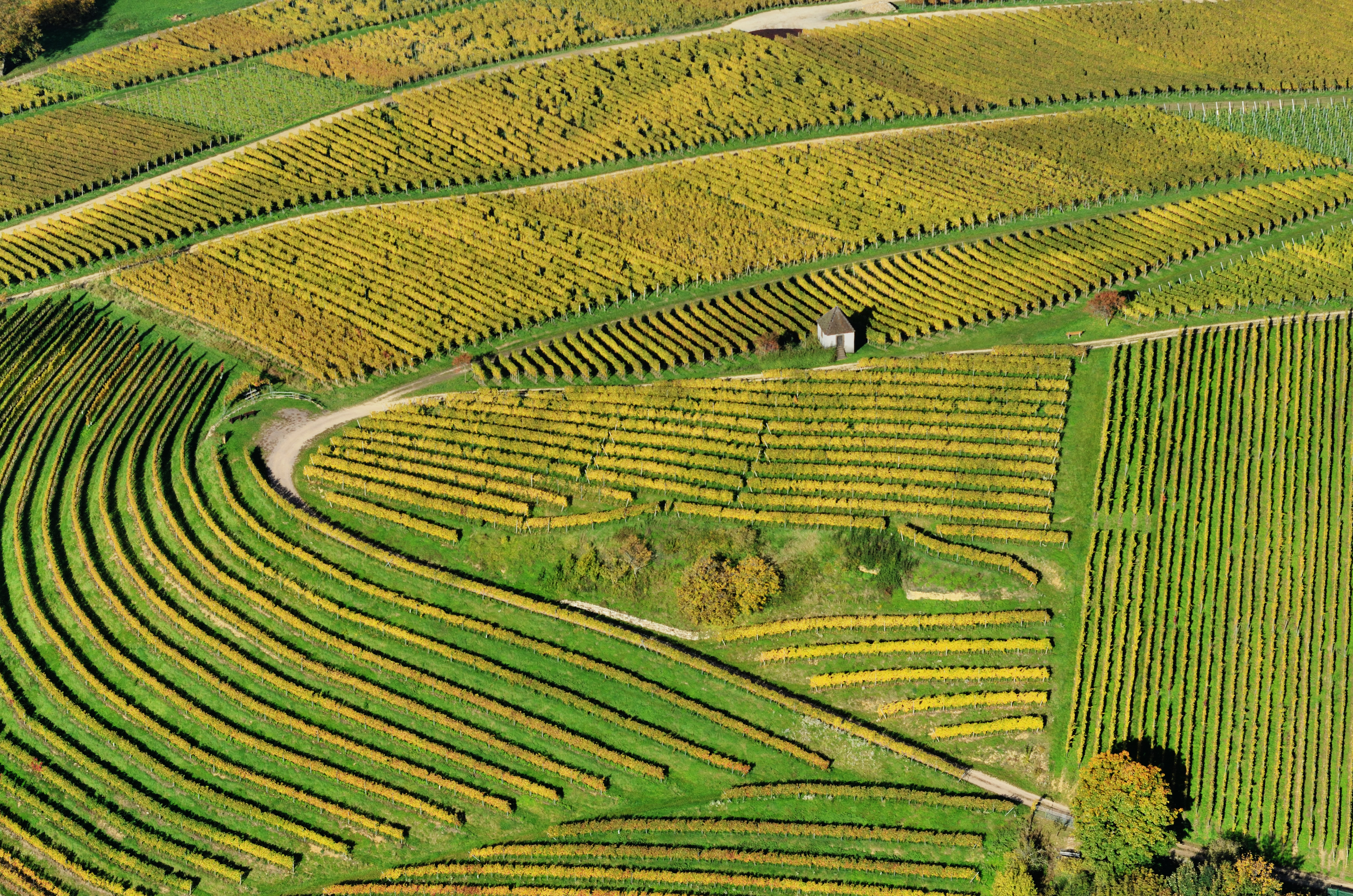
Luftbild einer Weinbergfläche im Markgräflerland

Der Weinbaubereich Markgräflerland reicht vom Grenzacher Horn sowie Weil am Rhein im Süden bis nach Ebringen kurz vor die Tore Freiburgs im Norden und umfasst die Vorbergzone zwischen Rheinebene und Schwarzwald. Typischer Wein der Region ist der Gutedel. Dieser wurde um 1780 vom badischen Markgrafen Karl Friedrich von Baden aus dem schweizerischen Vevey ins Markgräflerland gebracht. Aufgrund des günstigen Klimas gedeihen aber auch Burgundersorten.

## Kultur und Traditionen

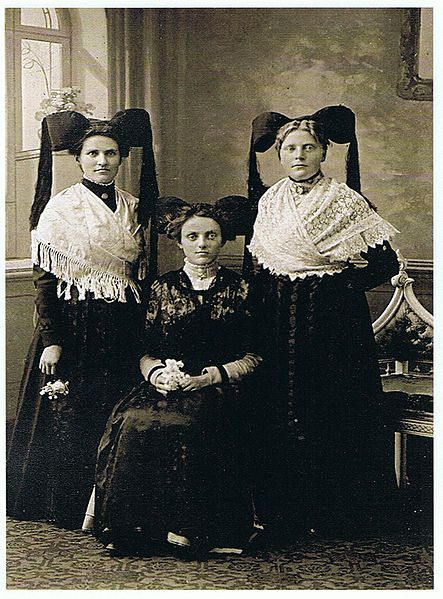
Markgräfler Tracht

Zu den Traditionen des Markgräflerlands gehört die Tracht mit der markanten Hörnerkappe. Heute wird diese Kleidung vorwiegend in Trachtenvereinen und zu besonderen (unter Umständen folkloristisch angehauchten) Anlässen gepflegt, doch noch bis etwa 1930 wurde die Tracht von der ländlichen Bevölkerung allgemein zu festlichen Anlässen getragen.
Neben der auch hier ausgiebig und umfangreich gefeierten alemannischen Fastnacht (siehe auch: Basler Fasnacht und Buurefasnacht) ist das Scheibenschlagen ein beliebter und bekannter Brauch in der zu Ende gehenden Winterzeit.
Eine besondere kulinarische Spezialität sind die Winzerschnitten aus dem Markgräflerland.

## Rezeption
Das "Markgräflerland" wird vielfach als namensstiftend verwendet, z. B.:
- Arbeitsgemeinschaft Umweltschutz Markgräflerland e. V. (AGUS)[9]
- Baugenossenschaft Familienheim Markgräflerland eG[10]
- Erste Markgräfler Winzergenossenschaft Schliengen-Müllheim[11]
- Geschichtsverein Markgräflerland e. V.
- Golfclub Markgräflerland[12] (Markgräfler Country Club AG)[13]
- Markgräfler Bürgerblatt[14][15]
- Markgräfler Luftsportverein e. V.[16]
- Markgräfler Mineralquelle[17]
- Markgräfler Museum Müllheim[18]
- Markgräfler Musikverband[19]
- Markgräfler Reiterverein Buggingen e. V.[20]
- Markgräfler Winzer eG[21]
- Ober-[22] bzw. Untermarkgräfler Chorverband e. V.[23]
- Ortsverband Markgräflerland der Johanniter-Unfall-Hilfe Regionalverband Baden e. V.[24]
- Sozialstation Markgräflerland e. V.[25]
- Sparkasse Markgräflerland
- Volksbank Breisgau-Markgräflerland eG

Am 12. Oktober 2017 wurden in der Serie „Deutschlands schönste Panoramen“ zwei zusammengehörende Briefmarken veröffentlicht, welche den südlichen Vorsprung des Ehrenstetter Ölbergs zeigen und auf das Markgräflerland Bezug nehmen.
Ende Juni 2022 stimmte der Gemeinderat Müllheim dem Vorschlag der Stadtverwaltung zur Namensänderung der Stadt zu "Müllheim im Markgräflerland" zu. Seit dem 27. April 2023 heißt die Stadt nun offiziell Müllheim im Markgräflerland.